# 2017 en sport automobile
Chronologie du Sport automobile
2016 en sport automobile - 2017 en sport automobile - 2018 en sport automobile